# Myiotriccus phoenicurus
El mosquiterito adornado oriental (Myiotriccus phoenicurus), es una especie –o el grupo de subespecies Myiotriccus ornatus phoenicurus, dependiendo de la clasificación considerada– de ave paseriforme de la familia Tyrannidae perteneciente al género Myiotriccus, tratado como monotípico hasta la propuesta separación de la presente. Es nativa de regiones andinas del noroeste y oeste de América del Sur. 

## Distribución y hábitat
Se distribuye a lo largo de la cordillera de los Andes desde el suroeste de Colombia hacia el sur, por la pendiente oriental, por Ecuador, hasta el sureste de Perú.
Esta especie es considerada común en sus hábitats naturales: los bosques húmedos tropicales y subtropicales montanos y de tierras bajas, también cerca de cursos de agua, entre los 300 y los 2300 m de altitud.

## Sistemática

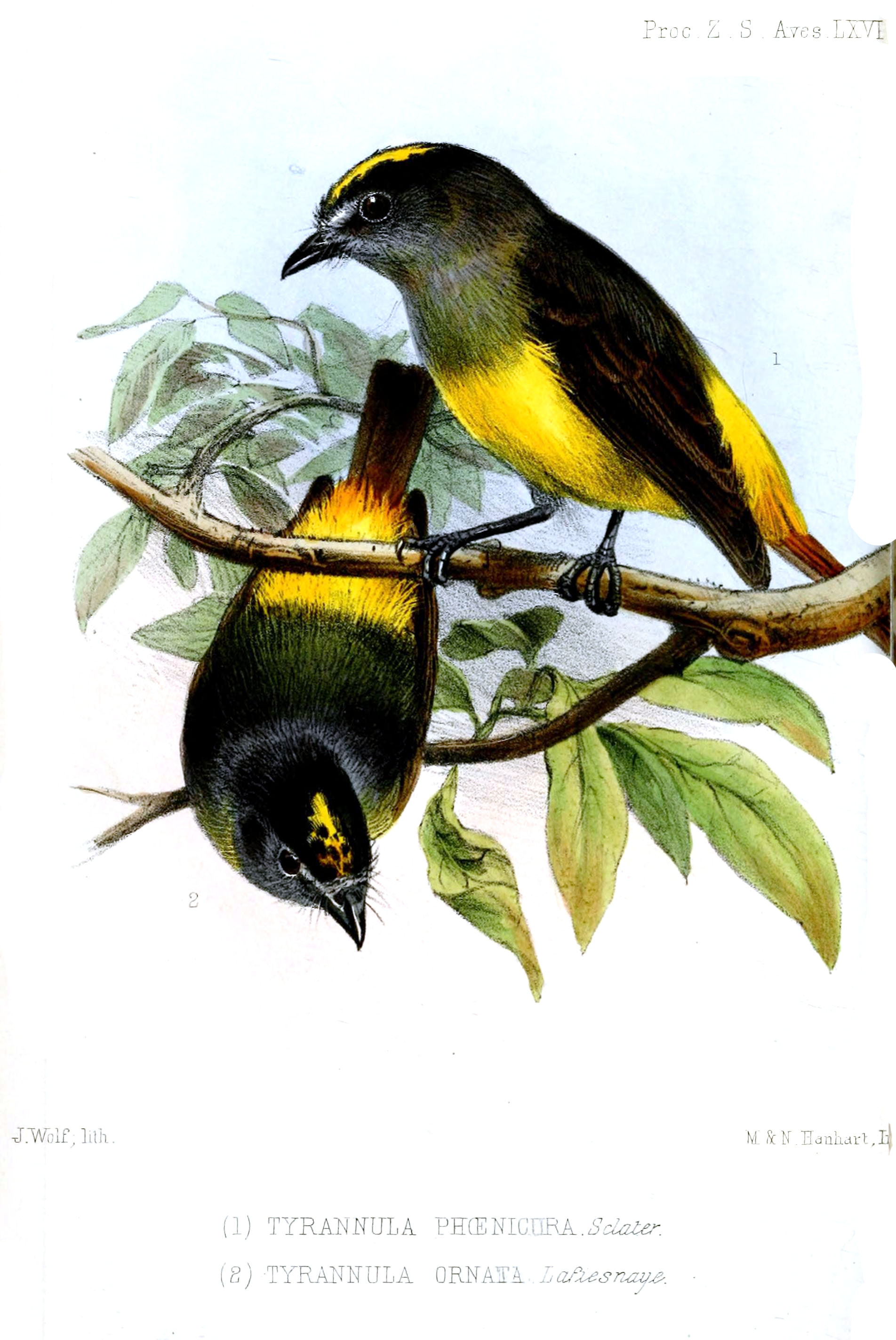
Tyrannula ornata (abajo), Tyrannula phoenicura (arriba); ilustración de Joseph Wolf, en Proceedings of the Zoological Society of London, 1854.

### Descripción original
La especie M. phoenicurus fue descrita por primera vez por el zoólogo británico Philip Lutley Sclater en 1855 bajo el nombre científico Tyrannula phoenicura; la localidad tipo es: «Quijos, Napo, Ecuador».

### Etimología
El nombre genérico masculino «Myiotriccus» se compone de las palabras del griego «muia, muias» que significa ‘mosca’, y «trikkos»: pequeño pájaro no identificado; en ornitología, triccus significa «atrapamoscas tirano»; y el nombre de la especie «phoenicurus» se compone de las palabras del griego «phoinix» que significa ‘carmín’, ‘rojo’, y «ouros» que significa ‘de cola’.

### Taxonomía
La presente especie –incluyendo la subespecie aureiventris– es tratada como una subespecie del mosquerito ornado (Myiotriccus ornatus); pero algunas clasificaciones, como Aves del Mundo (HBW) y Birdlife International (BLI), la consideran como una especie separada, con base en diferencias morfológicas y de vocalización. Sin embargo, esto no es todavía reconocido por otras clasificaciones.
Las principales diferencias morfológicas apuntadas por HBW para justificar la separación son: tamaño mayor con la cola notablemente más larga; la cola toda de color castaño y no principalmente pardo oscuro con la base castaña; los bordes más anchos de las plumas secundarias y terciarias de color castaño pálido y no más estrechos beige grisáceo ; la garganta más gris, menos blanquecina; los puntos blancos de los loros típicamente unidos a la frente blanca y no separados por negro. El canto es similar al de M. ornatus, una única nota enfática, seguida de una serie rápida de tres a ocho notas tartamudeadas, pero las notas tartamudeadas más rápidas.

### Subespecies
Según la clasificación Aves del Mundo se reconocen dos subespecies, con su correspondiente distribución geográfica:
- Myiotriccus phoenicurus phoenicurus (P.L. Sclater, 1855) – Andes orientales del suroeste de Colombia (al sur desde el oeste de Caquetá), este de Ecuador y Perú (al norte del río Marañón).
- Myiotriccus phoenicurus aureiventris (P.L. Sclater, 1874) – centro y sureste del Perú (Huánuco al sur hasta Puno).